# Ruth Cohn
 Ruth Charlotte Cohn (Berlijn, 27 augustus 1912 - Düsseldorf, 30 januari 2010) was een Duits(-Amerikaans) psychotherapeute en pedagoge. Zij werd bekend als de architecte van de communicatiemethode "themagecentreerde interactie" (theme-centered interaction), vaak afgekort als TGI, en was de oprichtster van het "Workshop Institute for Living Learning" (WILL), thans bekend als het "Ruth Cohn Institute for TCI". 
In 1933 vluchtte de Joodse Cohn naar Zürich, waar zij toegelaten werd tot de Universiteit Zürich. Zij studeerde er psychologie en kwam er in contact met de psychoanalyse bij Hans Behn-Eschenburg en Medard Boss (1934-1939), en Gustav Bally. Bijkomend studeerde zij pedagogiek, theologie, letterkunde en filosofie. In 1941 vertrok Cohn naar de Verenigde Staten, waar zij een praktijk psychotherapie begon in New York. Haar praktijk ontwikkelde zich van de klassieke psychoanalyse naar de experimentele therapie.
In 1955 ontwikkelde zij een workshop met het thema "tegenoverdracht". De methodiek vormde de basis voor de ontwikkeling van de experimentele therapie en van de themagecentreerde interactie. TGI is een concept om de groepsinteractie te beheersen. Thans is TGI vrijwel onbekend gebleven in de Verenigde Staten, maar het heeft wel nog aanhangers in Duitsland, Zwitserland, Oostenrijk, Nederland, België, Hongarije en India.
In 1974 keerde ze naar Europa terug en zette haar werkzaamheden voort in Zwitserland.